# Шостак, Григорий Данилович
Григорий Данилович Шостак (1919, село Малая Загоровка, теперь Борзнянского района Черниговской области — 1987, город Киев) — советский партийный деятель, 1-й секретарь Белоцерковского горкома КПУ Киевской области. Депутат Верховного Совета УССР 8-го созыва.

## Биография
Родился в крестьянской семье. В 1940 году окончил Конотопский техникум путей сообщения. Трудовую деятельность начал в 1940 году мастером на Львовской железной дороге.
Участник Великой Отечественной войны. В 1941 — 1945 г. — служил в Советской армии. В 1941 году был курсантом авиационной школы стрелков-радистов. Затем воевал на Юго-Западном, Сталинградском, 1-м Украинском фронтах. Член ВКП(б) с 1943 года.
В 1945 — 1949 г. — инженер, начальник дистанции путей, участковый ревизор Львовской железной дороги.
В 1949 — 1952 г. — студент Ленинградского института инженеров железнодорожного транспорта.
В 1952 — 1960 г. — начальник дистанции путей Юго-Западной железной дороге в городе Белая Церковь; начальник цеха Белоцерковского завода железобетонных изделий.
В 1960 — 1963 г. — заведующий промышленно-транспортного отдела Белоцерковского горкома КПУ; 2-й секретарь Белоцерковского городского комитета КПУ Киевской области.
В 1963 — 1974 г. — 1-й секретарь Белоцерковского городского комитета КПУ Киевской области.
В 1974 — 1976 г. — начальник Киевского областного производственного управления «Киевсельстрой».
С 1976 года — персональный пенсионер союзного значения. Умер в Киеве в феврале 1987 года.

## Награды
- орден Ленина
- орден Октябрьской Революции
- орден Трудового Красного Знамени
- орден Отечественной войны II степени
- медали